# Harpa major
Espèce
Harpa major est une espèce de mollusques gastéropodes marins appartenant à la famille des Harpidae. Elle vit dans l'ouest du Pacifique.
Il existe plusieurs appellations synonymes non valides de cette espèce :

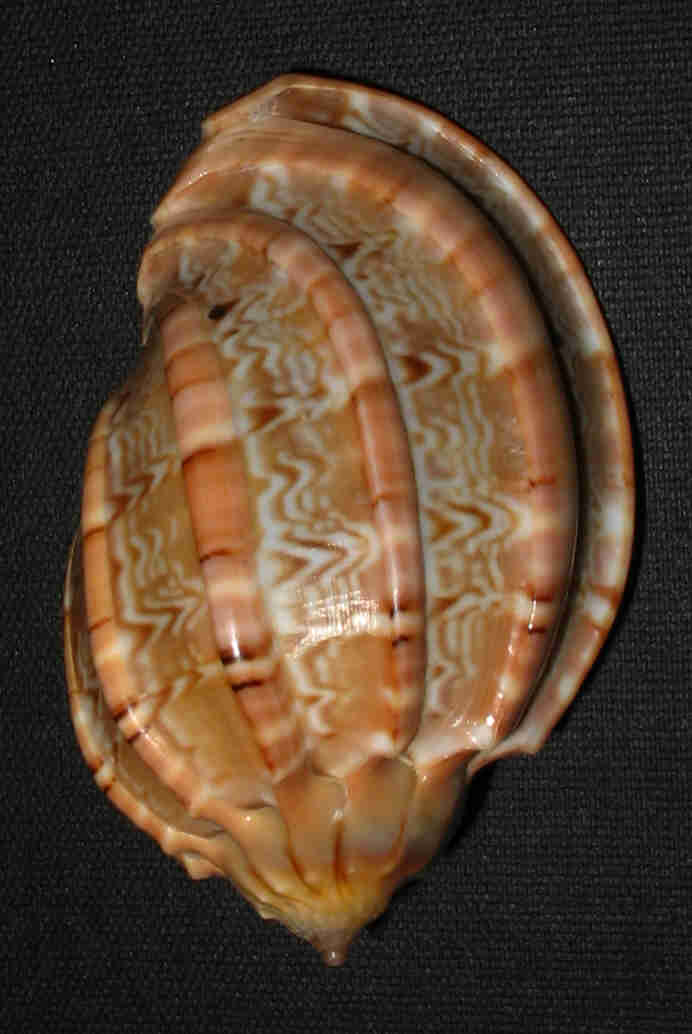
Coquille dHarpa major.

- Harpa conoidalis Lamarck, 1822
- Harpa kawamurai Habe, 1973
- Harpa ligata Menke, 1828